# Michel Meyer
Michel Meyer   (Brussel·les, 11 de novembre de 1950 - Waterloo, 23 de maig de 2022) va ser un professor de retòrica i filosofia en la Universitat Lliure de Brussel·les.
Va publicar entre d'altres, La filosofia i les passions, Qüestions de retòrica i La insolència. En aquest darrer llibre se centra en la importància de la insolència com un reducte de la llibertat que permet sovint fer justícia quan aquesta no existix. En aquest sentit defensa que la insolència té un important paper polític.